# دارسیا ناروائز
دارسیا ناروائز (انگلیسی: Darcia Narvaez; ۸ ژوئن ۱۹۵۲ – ) استاد بازنشسته روان‌شناسی در دانشگاه نوتردام است که به‌طور گسترده در مورد مسائل شخصیت، رشد اخلاقی، و شکوفایی انسان نوشته‌است.